# Tumtum (judaísmo)

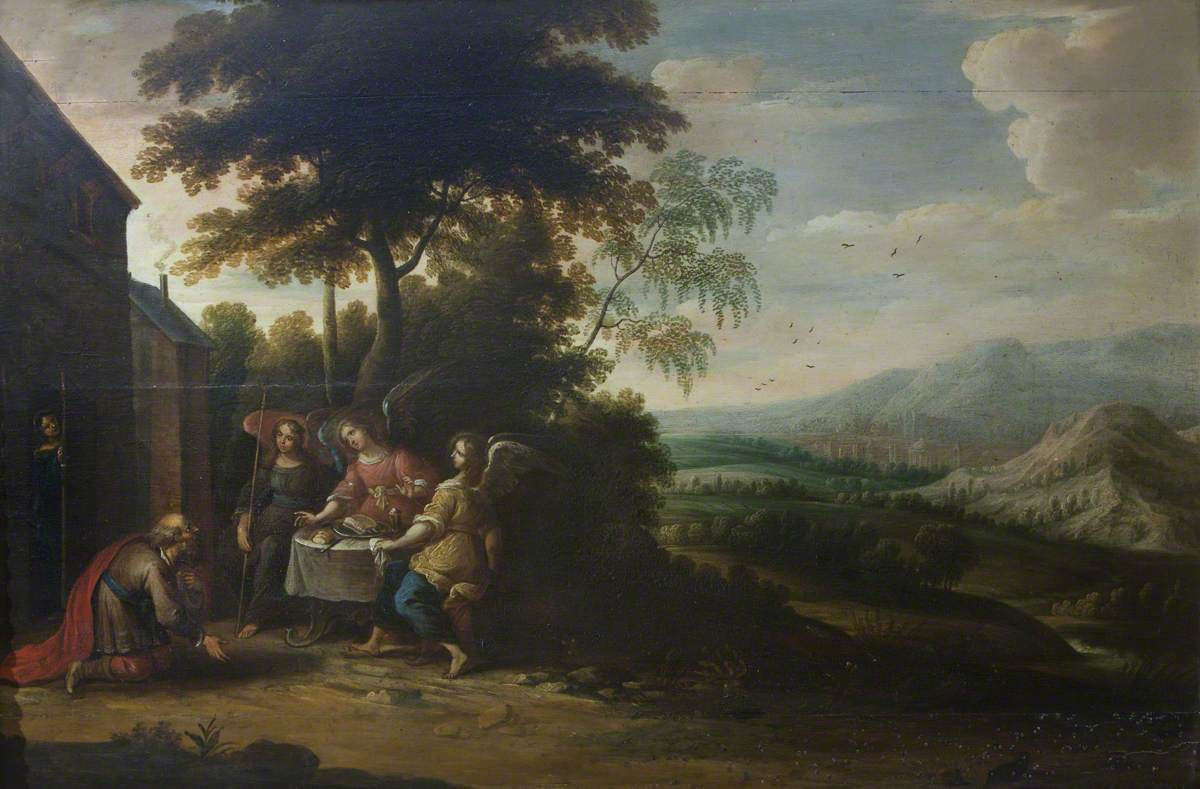
Frans Francken II (1581-1642) - Abraham y Sara visitados por tres ángeles - National Trust.

El tumtum (en hebreo: טומטום, que significa "oculto") es un término que aparece en la literatura rabínica y se refiere normalmente hacia una persona cuyo sexo es desconocido porque sus genitales están cubiertos u ''ocultos'', o son genitales irreconocibles.  Aunque a menudo son colocados bajo un mismo grupo, el tumtum posee algunas ramificaciones del halajá distintas a las que tienen los andrógenos (אנדרוגינוס), quienes poseen órganos sexuales masculinos y femeninos a la vez.
No está claro cuál es la anatomía actual de los tumtum; sin embargo, parece que de acuerdo al comentarista medieval Rashi, un tumtum puede haber tenido los testículos expuestos, al mismo tiempo que poseía un pene oculto.
La Mishná (Zavim, 2, 1) dice que los tumtum y los andrógenos poseen chumras tanto para hombres como para mujeres, lo que significa que donde la ley es mucho más estricta a los hombres que hacia las mujeres, ellos son tratados como hombres, pero cuando es viceversa, ellos son tratados como mujeres.
Los tumtum no se definen como un género separado, sino como un estado de duda. Un tumtum debe ser masculino o femenino, pero debido a que se desconoce cuál es su género, se asumen las más estrictas y dependientes obligaciones o prohibiciones que dependen del género Con este fin, los mandamientos positivos de los cuales las mujeres estaban exentas, son consideradas aceptables para los tumtum.
Nathan ben Jehiel escribió en su libro Aruk (ערך טם) que la palabra tumtum provino del término 'atum', que significa bloqueado o cubierto.